# 柳黄乡
柳黄乡，是中华人民共和国四川省达州市万源市曾经下辖的一个乡。2020年6月，撤销柳黄乡，将原柳黄乡所属行政区域划归草坝镇管辖。

## 行政区划
柳黄乡撤销前下辖以下地区：
柳黄村、寨坝村、张家山村、汇石沟村和古佛庵村。